# Aeshna ornithocephala
Aeshna ornithocephala är en trollsländeart som beskrevs av Mclachlan 1896. Aeshna ornithocephala ingår i släktet mosaiktrollsländor, och familjen mosaiktrollsländor. Inga underarter finns listade i Catalogue of Life.